# Ulica Tadeusza Zielińskiego we Wrocławiu
Ulica Tadeusza Zielińskiego – ulica we Wrocławiu, do 1945  Höfchenstraße, niegdyś najkrótsza droga łącząca należące do joannitów z kościoła Bożego Ciała dobra (folwark) Höfchen-Commende (albo krócej Höfchen, dziś osiedle Dworek) z miastem .

## Historia

### do 1945 r.
Pierwotnie droga ta wiodła od biegnącej wzdłuż Fosy Miejskiej drogi (dzisiejsza ul. Podwale), obok ogrodu Eichborna (dzisiejsza ul. Muzealna, w I połowie XIX wieku nosząca nazwę Gabitzstraße) na południe i południowy zachód, aż do samej Höfchen-Commende, położonej w okolicach dzisiejszej ul. Pretficza; jej końcowy odcinek stanowiła dzisiejsza ulica Oficerska, a cała droga miała około dwóch kilometrów długości. Kiedy w 1868 włączono Dworek w granice Wrocławia, dokonano kilku zmian w nazewnictwie ulic w tym rejonie miasta. Na mapie z 1873 głównej drodze osiedla Gabitz przypisano nazwę Gabitzstraße; zaczynała się ona przy linii kolejowej i biegła dalej na południe tak, jak dzisiejsza ulica Stysia i Gajowicka. Na tej samej mapie dzisiejsza Muzealna od Schweidnitzer Stadtgraben (Podwale Świdnickie, dziś środkowy odcinek Podwala) dociera aż do linii kolejowej przecinając po drodze Gartenstraße (ul. Piłsudskiego) i nosi nazwę Höfchenstraße, a jej przedłużeniem na południe jest niezabudowana wówczas jeszcze Landweg (droga polna).
Zabudowę odcinka ulicy na południe od linii kolejowej aż do placu Hirszfelda realizowano po roku 1880 , działała tam Spółka Akcyjna Nieruchomości Śląskie (Schlesische Immobilien Aktien Gesellschaft) . W tym też czasie ukształtował się ostateczny przebieg Höfchenstraße, która po wybudowaniu (w latach 1875–1880) przy jej północnym końcu Śląskiego Muzeum Sztuk Pięknych straciła swój początkowy odcinek (przemianowany został na Museumstraße – ulicę Muzealną) i od tego czasu zaczynała się od skrzyżowania z Tauentzien Straße (dziś ul. Kościuszki). Regulacje urbanistyczne na przeciwnym końcu Höfchenstraße zamknęły ją prostokątnym Höfchenplatz (placem Hirszfelda) na przecięciu z Hohenzollernstraße (Zaporoską).
Przy Höfchenstraße nr 1 mieszkał pod koniec XIX wieku aż do śmierci w lutym 1901 polski muzyk, dyrygent kierujący orkiestrą Wrocławskiego Towarzystwa Muzycznego (Breslauer Orchester–Verein), Rafał Ludwik Maszkowski.

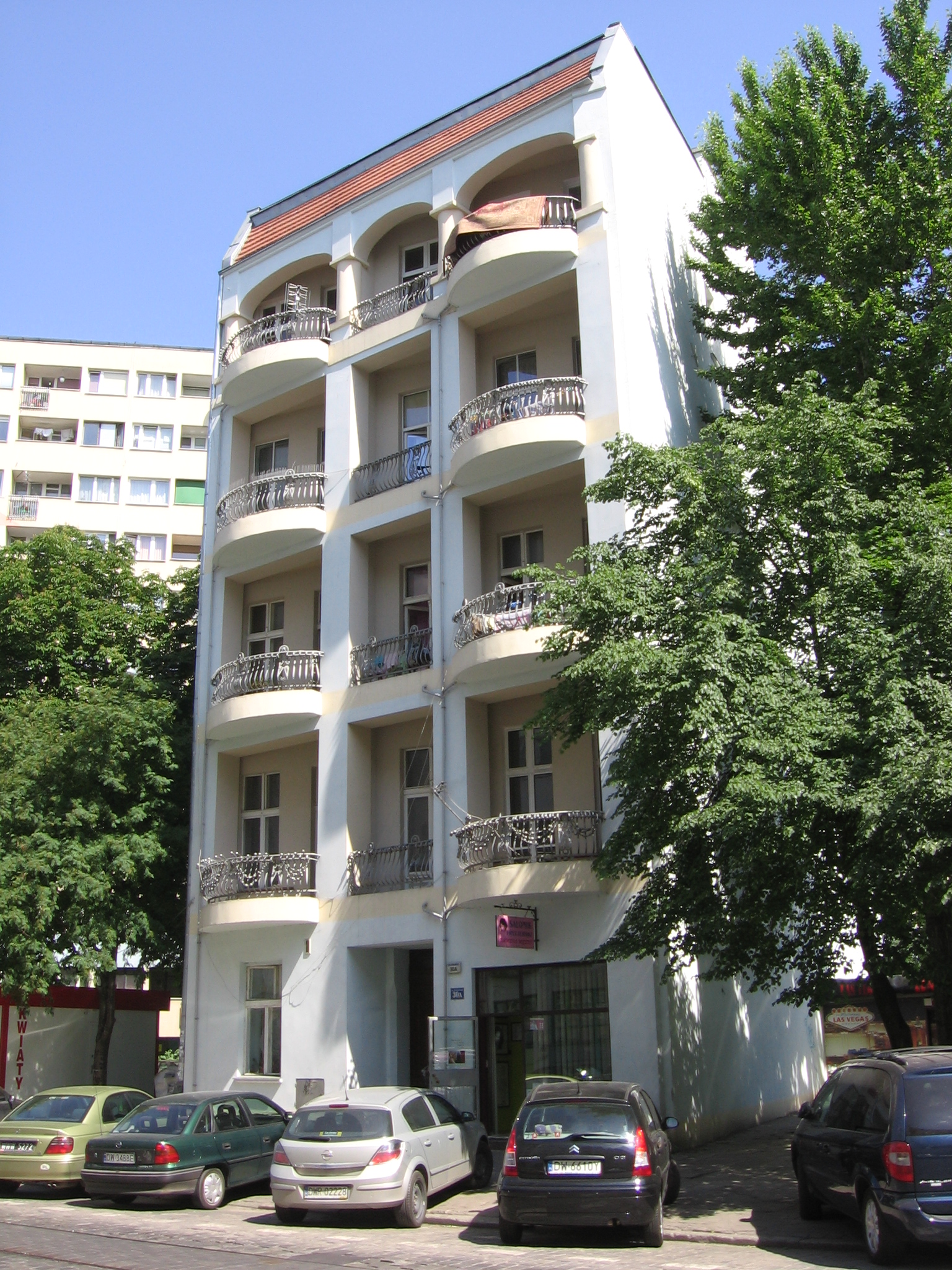
secesyjna kamienica, ul. Zielińskiego 30a

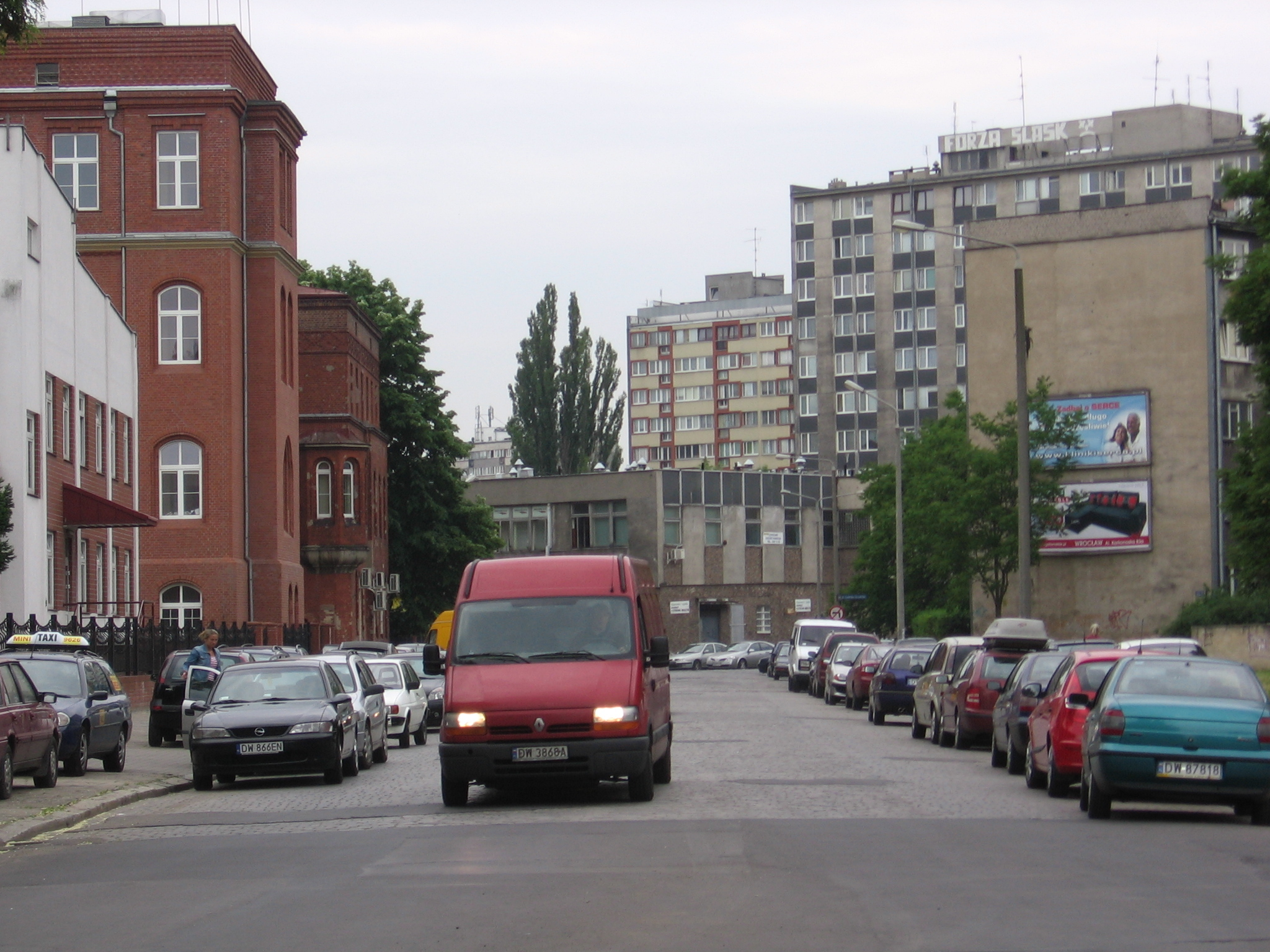
ul. Zielińskiego, końcowy południowo-zachodni odcinek; po lewej szpital onkologiczny

### od 1945 r.
Podczas oblężenia Festung Breslau w 1945 prawie cała zabudowa ulicy legła w gruzach. W stopniu nadającym się do odbudowy zachowało się jedynie parę budynków w jej środkowym odcinku w pobliżu skrzyżowania z dzisiejszą ulicą Swobodną, w tym – jako jedyna kamienica na wschodniej pierzei – secesyjny dom pod numerem 30a (na zdjęciu obok po lewej). Zachował się także budynek Szpitala Ubezpieczalni Krajowej (dzisiejszy szpital onkologiczny przy pl. Hirszfelda) na południowym końcu ulicy oraz budynek szkoły elementarnej z 1887 (projekt Richard Plüddemann i Robert Mende) przy skrzyżowaniu ze Swobodną (po wojnie Technikum Geodezyjne, później Technikum Spożywcze, dziś centrum Kształcenia Ustawicznego), a także hala targowa z 1908 przy skrzyżowaniu z Piłsudskiego; ten ostatni obiekt jednak nie został nigdy odbudowany i w 1973 został wyburzony z użyciem metody wybuchowej. W okresie powojennym pierwotnie na północnym fragmencie dawnej Höfchenstraße łączącym Tauentzien Straße z Gartenstraße (Kościuszki z Piłsudskiego) rozpoczęto nową zabudowę na miejscu zniszczonych kamienic, budując tam w 1959 przedszkole (rok wcześniej wybudowany został blok przy Zielińskiego 2–4), później jednak (w 1965) przegrodzono dojazd między tymi dwiema ulicami, przez co dzisiejsza ulica Zielińskiego jest jeszcze nieco krótsza niż przedwojenna i ma długość ok. 1 km. Łączy dziś ulicę Piłsudskiego z placem Hirszfelda, a współczesnym jej patronem jest Tadeusz Zieliński (1859–1944, filolog, członek PAU).
Do lat 60. dalszy, południowy fragment zrujnowanej ulicy pozostawał niemal pusty, dopiero w latach 1968–1969 wybudowano trzy dwunastokondygnacyjne bloki z wielkiej płyty (każdy z 8 klatkami schodowymi, numery 22–36, 40–54 i 58–72) w pasie pomiędzy ulicą Zielińskiego a biegnącą równolegle do niej Gwiaździstą oraz w następnej dekadzie kilka mniejszych budynków wielorodzinnych oraz kilka obiektów użyteczności publicznej (sklepy, szkołę, przedszkole). W wyniku tak przeprowadzonej zabudowy zlikwidowany został regularny podział na kwartały, a krzyżujące się z tą ulicą przed wojną przecznice (Bräuergasse, Friedrich Schiller Straße, Moritzstraße, Viktoriastraße, Augustastraße) lub ich fragmenty znikły pod wielkopłytowymi gmachami.
W 2021 roku rozstrzygnięto przetarg na budowę – po zachodniej stronie ulicy między ulicami Kolejową a Piłsudskiego – gmachu Sądu Apelacyjnego. Budowę rozpoczęto wmurowaniem tuby z aktem erekcyjnym 20 maja 2022. Termin zakończenia robót przewidziano na 11 grudnia 2024 r.